# Улица 8 Марта (Мелитополь)
Улица 8 Марта (укр. Вулиця 8 Березня) — улица Мелитополя, идущая от улицы Героев Украины до улицы Шмидта. Состоит из частного и промышленного секторов. Покрытие асфальтное и грунтовое (бывший переулок 8 Марта).

## Название
Улица названа в честь праздника 8 Марта — международного дня борьбы за права женщин, изначально появившегося как день солидарности трудящихся женщин в борьбе за равенство прав и эмансипацию.

## История
Точная дата появления улицы неизвестна. До 17 июня 1929 года она называлась Дмитриевской. До 21 октября 1965 года в состав улицы входил нынешний Университетский переулок. В 2000-х годах к улице 8 Марта был присоединён одноименный переулок.

## Объекты
- ОАО «Мелитопольский хлебозавод»
- ООО «СавВАТС» (металлопрокат)